# Castello di Roncade
Villa Giustinian, Ciani Bassetti, detta "Castello di Roncade", è una villa veneta di Roncade, in provincia di Treviso.
È assai caratteristica in quanto è delimitata da una cinta di mura turrite, richiamo ai fortilizi medievali.

## Storia
I terreni su cui oggi insiste il palazzo erano sin dal Quattrocento dei Badoer, proprietari anche di cinque mulini nella vicina Musestre. Il 1º giugno 1495 Girolamo Badoer fece testamento, lasciando l'intero patrimonio alla figlia Agnesina. 
Dopo la morte del padre, Agnesina assunse un ruolo di rilievo nella gestione dell’eredità familiare e commissionò un monumento scultoreo in suo onore a un artista della cerchia di Pietro Lombardo nella cappella di famiglia nella chiesa di San Francesco della Vigna. Suo padre aveva iniziato a pianificare l'altare in marmo e la sua iconografia nel 1494, ma, dopo la sua morte nel 1495, Agnesina modificò il progetto originale. Sostituì la figura di San Benedetto, inserita dal padre in memoria del suo primo marito Benedetto Badoer, deceduto nel 1494, con quella di San Giacomo, in omaggio sia a Girolamo Badoer che al suo secondo marito, Girolamo Giustinian, sposati nel 1497. Inoltre, aggiunse la figura di San Girolamo nel pannello centrale del trittico. Agnesina pose in posizione d'onore anche San Michele Arcangelo e Sant’Agnese, patroni rispettivamente di sua madre e di se stessa, rivendicando così un ruolo di rilievo per le donne della famiglia Badoer nella commissione artistica. Dal matrimonio con Girolamo Giustinian nacquero sette figli.
Dopo aver eseguito quanto previsto dal testamento del padre (tra cui la costruzione di una casa canonica per il parroco di Roncade) e aver predisposto per i figli, Agnesina e il marito intrapresero la costruzione di una casa di villeggiatura che risulta già avviata in una "condizione" del 1514. Nel 1522 i lavori dovevano essere già a buon punto dato che il complesso poteva già ospitare Leonardo Giustinian, Ottaviano Bon e Agostino Foscari; nel 1529, invece, vi soggiornarono Giovanni Corner e il cardinale Francesco Pisani.
Due anni dopo la morte del marito, avvenuta nel 1532, Agnesina stilò un nuovo testamento nel quale dichiarò di possedere a Roncade una villa con corte, alloggi, orti e giardini. Nel 1536 l'edificio è per la prima volta raffigurato in una mappa: presenta un aspetto molto simile a quello attuale, già circondata da una cinta di mura merlate con possenti torri agli angoli.
Nel 1881, alla morte di Sebastiano Giustinian, la villa passò alla sorella Maria; spirata anche l'ultima proprietaria, nel 1915 venne acquistata dai Ciani Bassetti cui appartiene tuttora. 
Durante la seconda guerra mondiale il complesso fu occupato da un comando tedesco e subì alcuni bombardamenti aerei che danneggiarono particolarmente i torrioni e il muro di cinta verso il brolo. Al termine del conflitto fu prontamente restaurato dai proprietari.

## Descrizione

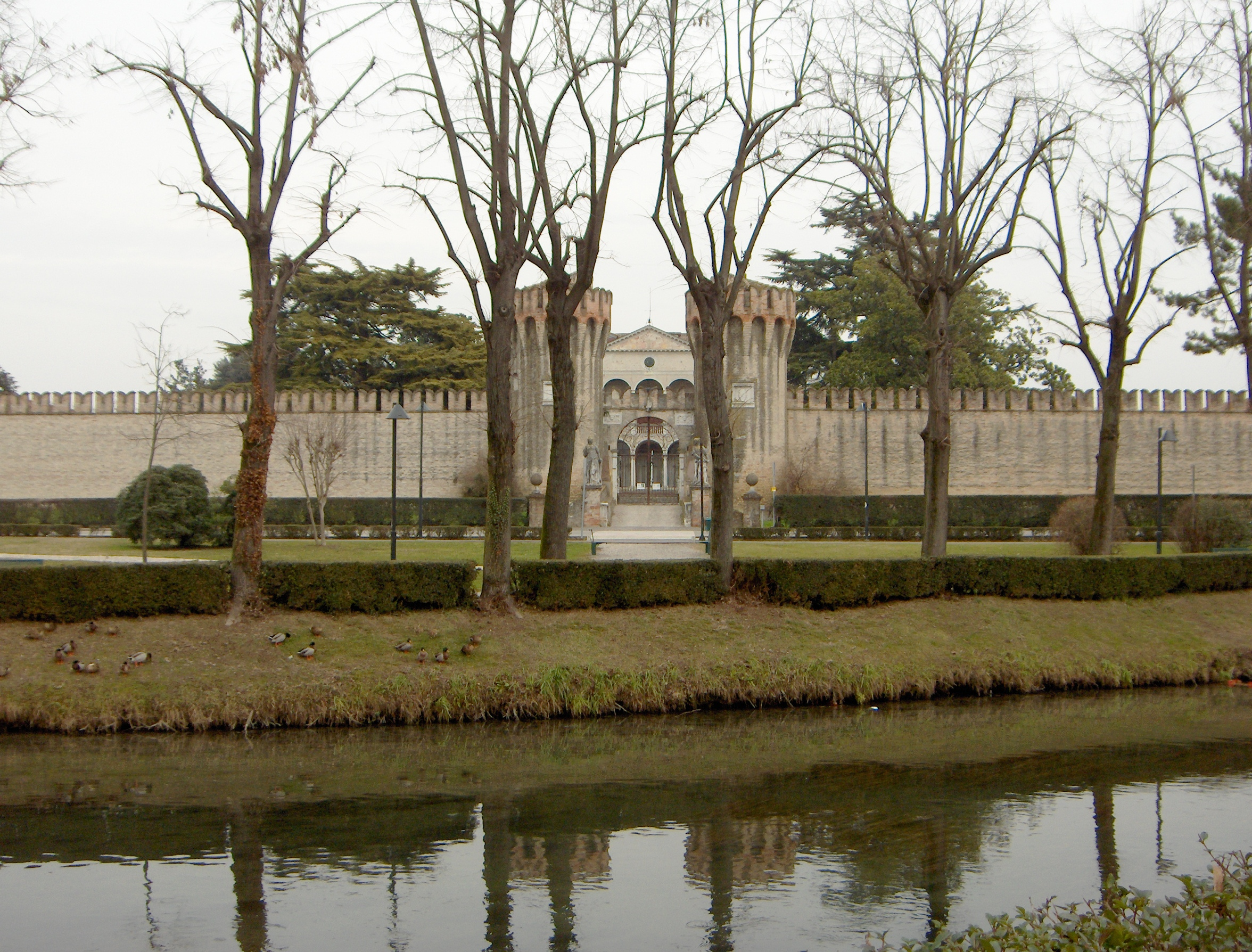
Le mura viste da ponente.

La proprietà ha forma rettangolare ed è delimitata, appunto, dalla cinta muraria, circondata a sua volta da un fossato. All'interno sorge la casa padronale con due lunghe barchesse separate ai lati; all'estremità di quella settentrionale si colloca il piccolo oratorio privato. L'accesso si apre sul lato occidentale delle mura, quello adiacente alla strada, ed è sottolineato da due torrette cilindriche.
Il fronte principale della casa padronale, a due livelli più sottotetto, si caratterizza al centro per una doppia loggia in aggetto, con arcate a tutto sesto e colonne in pietra d'Istria, il tutto coronato da un frontone triangolare ornato da affreschi. Le ali laterali presentano, disposte lungo due assi, finestre ad arco a tutto sesto che diventano piccole aperture rettangolari nel sottotetto. Il tutto è concluso dalla copertura a padiglione.
Le pareti nord e sud erano pure affrescate con finte architetture, medaglioni e figure, ma dei dipinti restano poche tracce.
Il fronte posteriore, verso est, presenta una scalinata monumentale che, un tempo, conduceva a un pronao; i resti di quest'ultimo sussistono accatastati sul retro del palazzo.
Gli interni di entrambi i livelli hanno la medesima organizzazione, con salone passante al centro e ambienti minori ai lati. Si caratterizzano per i pregevoli soffitti in legno, con travatura squadrata e cassettoni costituiti da catinelle dipinte con foglie e girali. Lungo le pareti, subito sotto le travi, si snoda una fascia monocroma con putti e medaglioni con effigi di imperatori romani. I due piani sono messi in comunicazione da una ripida scala in pietra d'Istria, con un solo ramo e volta a botte.
L'oratorio, intitolato a sant'Anna, conserva al suo interno i busti di Agnesina e Girolamo Giustinian, fondatori della villa.